# Universidade Cergy-Pontoise
A Universidade Cergy-Pontoise (em francês:  Université Cergy-Pontoise, UCP, é uma universidade pública de França.

## Faculdades
- Direito
- Economia e Administração
- Línguas e Estudos Internacionais
- Humanidades
- Ciência e Tecnologia
- Instituto de Estudos Políticos de Saint-Germain-en-Laye (em associação com a Universidade de Versalhes Saint Quentin en Yvelines)[2].